# Walla Walla (Washington)
Walla Walla je grad u američkoj saveznoj državi Washington. Prema popisu stanovništva iz 2010. u njemu je živjelo 31.731 stanovnika.